# Doopsgezinde kerk (Nijmegen)
De voormalige Doopsgezinde kerk in de Nederlandse stad Nijmegen is een gemeentelijk monument in de wijk Altrade.
De kerk werd begin jaren 50 in een hoek van het Julianapark gebouwd naar een traditionalistisch ontwerp van F.M. Oswald. Het gebouw verving de in de Tweede Wereldoorlog verwoeste kerk van de doopsgezinden in het stadscentrum. Via een tussenlid is de kerk verbonden met de pastorie. Er werd samengewerkt met de remonstranten, die een kerk hadden aan de Prof. Regoutstraat. Vanwege teruglopend bezoek werd de kerk in 1989 verkocht en trok de doopsgezinde gemeente in bij de Remonstrantse kerk. Ze gingen samen verder als de DoRe-kerk. In het voormalig kerkgebouw kwam een praktijk voor fysiotherapie.